# 帕爾馬 (莫桑比克)
帕爾馬是東非國家莫桑比克的城鎮，由德爾加杜角省負責管轄，位於該國北端的印度洋沿岸，毗鄰與坦桑尼亞接壤的邊境，該鎮以編織品、地毯和附近島嶼聞名。
帕爾馬北部的三角地帶在第一次世界大戰之戰本來是德意志帝國的殖民地。第一次世界大戰期間，該區被南方的莫桑比克吞併至今。2021年3月29日，伊斯兰国發出聲明，宣佈已控制帕爾馬。數日後政府軍奪回了帕爾馬。